# 梁靖崑
梁 靖崑 (りょう せいこん、リャン・ジンクン、英語: Liang Jingkun、1996年10月20日 - ) は、中国、河北省出身の卓球選手。

## 経歴
河北省唐山市出身。2013年のアジアジュニア卓球選手権の男子シングルスで優勝。2018年に鞍山市で行われた全中国卓球選手権の男子シングルスでは、決勝で方博を破り優勝した。
2019年の世界選手権ブダペスト大会では樊振東、丹羽孝希らを破り準決勝に進出。準決勝では馬龍に1-4で敗れたものの、自己最高の3位となり銅メダル獲得。続くダブルスも林高遠とのペアで銅メダルを獲得した。
2021年の世界選手権ヒューストン大会、2023年の 世界選手権ダーバン大会でも男子シングルスで銅メダルを獲得している。

## 主な戦績
- 2013年
  - アジアジュニア卓球選手権 男子シングルス優勝
- 2018年
  - 全中国卓球選手権 男子シングルス優勝
- 2019年
  - 第55回世界卓球選手権ブダペスト大会 男子シングルス3位、男子ダブルス3位(林高遠と)